# Wiltener Sängerknaben

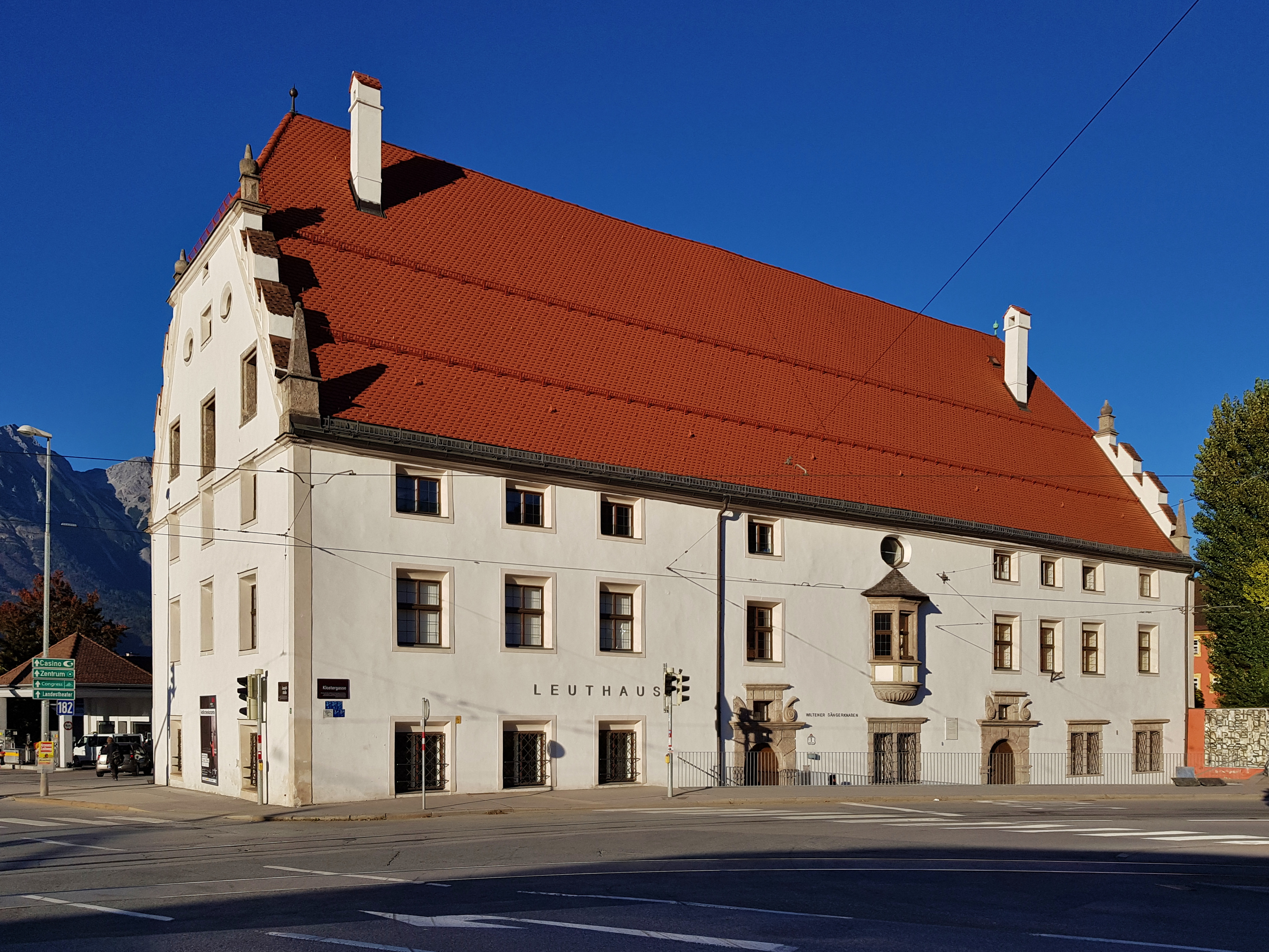
Das Leuthaus am Wiltener Stift, Heimat der Wiltener Sängerknaben

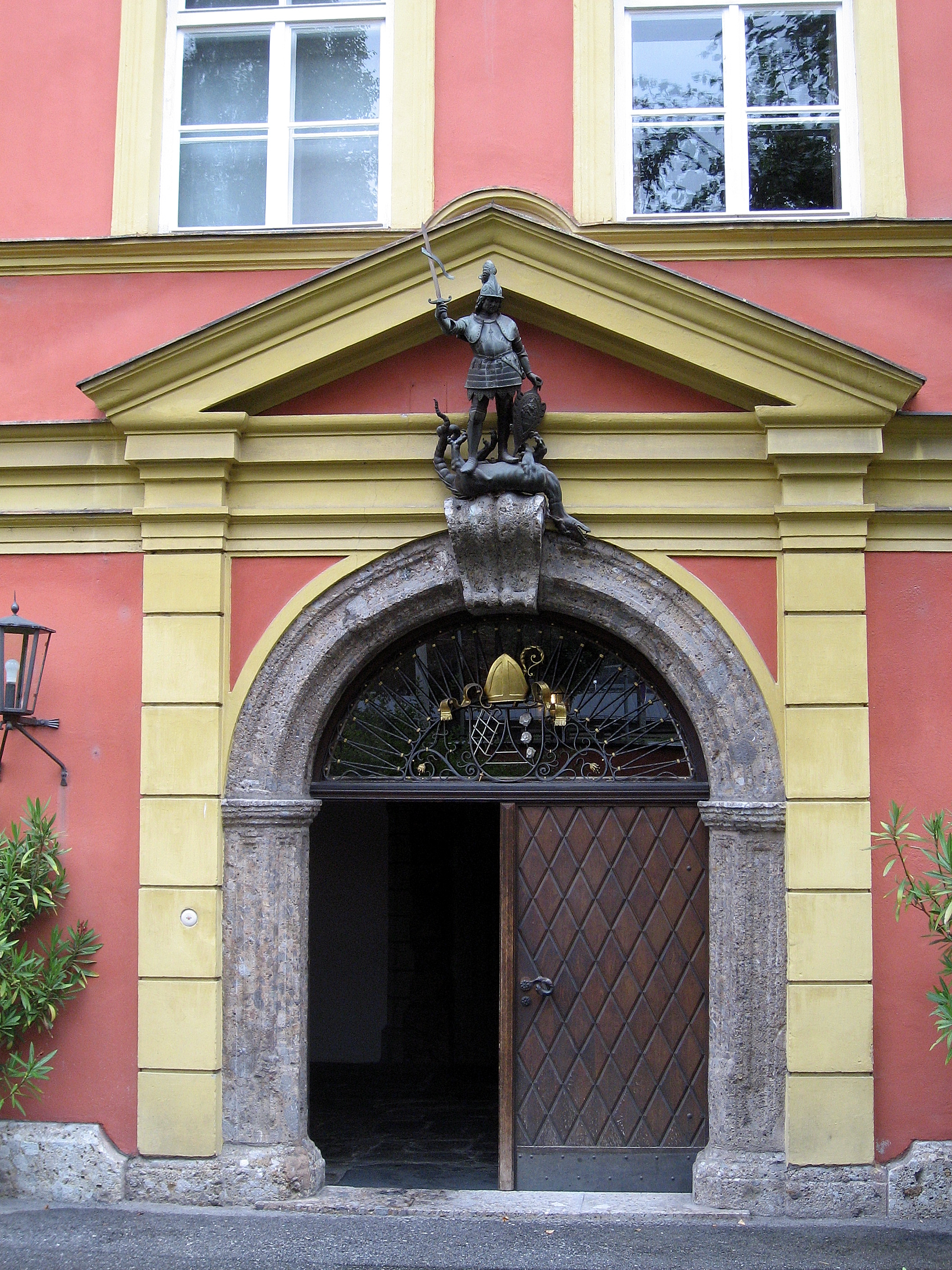
Pforte des Stiftsklosters

Die Wiltener Sängerknaben sind ein Knabenchor aus Innsbruck.

## Geschichte
Die Geschichte der Wiltener Sängerknaben reicht zurück bis ins 13. Jahrhundert. So bestand bereits im Jahr 1235 eine Stiftsschule in Wilten, an der junge Knaben unterrichtet wurden. Für die Teilnahme am Chor- und Kirchengesang erhielten sie freie Kost, Kleidung und ein kleines Taschengeld. Die Vorläufer der Wiener Sängerknaben wurden nach Berichten von namhaften Historikern von Kaiser Maximilian I. mit Singknaben aus Wilten gegründet. Die Tradition der Wiltener wurde während all dieser Jahrhunderte nur manchmal durch Kriegswirrnisse unterbrochen, so zum Beispiel auch während des Zweiten Weltkrieges. Nach demselben begründeten Norbert Gerhold aus Langenlois und der Wiltener Chorherr Otto Karasek OPraem den Chor neu.
Gerhold leitete den Chor bis 1982 und konnte auf zahlreiche gelungene Aufnahmen und große Tourneen u. a. nach Dänemark, Israel und Japan verweisen. 1983 übernahm der Innsbrucker Armin Kölbl die künstlerische Leitung, ihm folgte 1986 Howard Arman aus London. Dieser gründete 1991 mit Chormitgliedern der Wiltener Sängerknaben die Innsbrucker Capellknaben. Johannes Stecher übernahm damals die Leitung der Wiltener Sängerknaben.

## Derzeitige Ausbildungssituation
Heute zählt der Chor ca. 190 Mitglieder, die in fünf Gruppen – von den Nachwuchschören über die Konzertchöre bis zu den Männerstimmen – zum Teil in Kooperation mit dem Tiroler Landeskonservatorium ausgebildet werden. Johannes Stecher leitet den Fachbereich Wiltener Sängerknaben im Tiroler Landeskonservatorium. Ihm zur Seite stehen die Gesangslehrer Britta Stroeher, Martin Senfter, Albert Frey, sowie im Nachwuchsbereich Vinzenz Arnold, Pascal Ladner, Victor Dublyansky und ebenfalls Albert Frey.
Die Chormitglieder besuchen die Schulen in Innsbruck und Umgebung und können je nach Alter ein bis dreimal pro Woche zu den Proben bzw. zum Gesangsunterricht nach Wilten kommen. Die jüngsten Chormitglieder sind circa fünf Jahre alt.

## Repertoire
Das Repertoire wird laufend verändert und erweitert, da die Chormitglieder – wie bei Kinderchören nicht anders möglich – sehr schnell wechseln und von den Sopran- oder Alt-Registern in den Tenor oder Bass übergehen. Der Chor beschäftigt sich viel mit alter geistlicher Musik von der Renaissance über das Barock bis zur Klassik und Romantik.
Einen wichtigen Teil des Repertoires bilden alte Tiroler Komponisten sowie Claudio Monteverdi, William Byrd, Heinrich Schütz, Johann Sebastian Bach, Georg Friedrich Händel, Anton Bruckner und Arvo Pärt. Trotzdem verweist der Chor auf zahlreiche Aufnahmen auch aus dem klassischen Bereich mit Messen und Oratorien von Wolfgang Amadeus Mozart und Joseph Haydn. Als Tiroler Chor fühlt man sich auch der Tradition des authentischen Volksliedes verpflichtet. Und so finden sich Jodler und Volkslieder aus dem Alpenraum sowie geistliche Volkslieder, insbesondere zur Advent- und Weihnachtszeit, in den Chorprogrammen häufig wieder. Sehr populär und beliebt sind Chorprogramme mit den Wiltenern, welche Bearbeitungen aus dem Bereich Operette und Filmmusik enthalten.
Auch der Bereich Oper nimmt eine wichtige Stellung ein. An der Mailänder Scala, am Maggio Musicale Fiorentina, am Tiroler Landestheater, bei den Salzburger, bei den Bregenzer Festspielen und Tiroler Festspielen und in Shanghai sowie in anderen Opernhäusern waren die Sängerknaben zum Teil bereits mehrmals in folgenden Werken zu hören: Die Zauberflöte (Mozart), Carmen (Bizet), Tosca (Puccini), Lohengrin (Wagner), Parsifal (Wagner), Tannhäuser (Wagner), Rosenkavalier (Strauss), Werther (Massenet), Persephone (Strawinsky), Das Kind und die Zauberwelt (Ravel), Das schlaue Füchslein (Janáček), A Midsummer Night’s Dream (Britten), The Turn of the Screw (Britten), Cadence Macbeth (Zehm), Turandot (Puccini), Macbeth (Verdi), Albert Herring (Britten), Shylock! (Kanyar/Fassbaender), Die Tote Stadt (Korngold), Hänsen und Gretel (Humperdinck) etc. 2016 waren drei Sänger der Wiltener Sängerknaben in der Peter-Stein-Inszenierung der Zauberflöte an der Mailänder Scala zu sehen.

## Konzerte und Tourneen
In den letzten Jahren ist der Chor kontinuierlich gewachsen. Der Chor konzertiert vor allem im deutschen Sprachraum. Darüber hinaus werden jedoch auch große Konzerttourneen in aller Welt organisiert. Diese führten die jungen Sänger zum Beispiel nach China, Japan, Israel, Rumänien, Dänemark, Frankreich, Italien, Belgien, in die Schweiz und die Niederlande.
Alljährlich wiederkehrende Fixpunkte sind die Aufführung des Weihnachtsoratoriums von Johann Sebastian Bach gemeinsam mit dem Barockorchester Academia Jacobus Stainer am Samstag vor Weihnachten in der Basilika Wilten in Innsbruck sowie die Aufführung der Matthäuspassion von J. S. Bach am ersten Samstag in der Fastenzeit ebenfalls in der Basilika Wilten und mit der Academia. 2024 präsentierten Chor und Solisten der Wiltener Sängerknaben erstmals die h-Moll-Messe von Bach gemeinsam mit der Academia Jacobus Stainer und dem Concentus Musicus Wien, unter anderem bei den Internationalen Barocktagen Melk. Auch die Marienvesper von Claudio Monteverdi begleitet den Chor seit Jahren und wird regelmäßig in der Basilika Wilten oder den Stiftskirchen Wilten und Stams mit eigenen Solisten zur Aufführung gebracht. Das beliebte Adventkonzert „Weihnacht in Tirol“ in der längsten Nacht des Jahres, am 21. Dezember, in der Wallfahrtskirche Götzens (Tirol). In zweijährigem Rhythmus werden das Muttertagskonzert und ein Benefizkonzert „Kinder für Kinder“ im Congress Innsbruck veranstaltet. Seit 2009 präsentieren die Wiltener Sängerknaben einen Konzertzyklus in der Hofkirche in Innsbruck mit jeweils neun Konzerten pro Jahr.
Die Oratorien werden stets mit eigenen, von Johannes Stecher ausgebildeten Solisten sowie Solisten aus den Reihen der ehemaligen Wiltener Sängerknaben realisiert.
2016 erhielt Prof. Mag. Johannes Stecher das Verdienstkreuz des Landes Tirol für sein Engagement im Bereich Kultur und den 25-jährigen Aufbau der Wiltener Sängerknaben.
2018 wurden die Wiltener Sängerknaben unter der Leitung von Johannes Stecher mit dem Jakob-Stainer-Preis des Landes Tirol ausgezeichnet. Damit wurden die Gründung des Barockorchesters Academia Jacobus Stainer und zahlreiche denkwürdige Aufführungen im Bereich alter Musik gewürdigt.

## Ehemalige Wiltener Sängerknaben
Zahlreiche aktive und ehemalige Wiltener Sängerknaben haben sich für eine berufliche Laufbahn als Sänger entschieden:
- Bernhard Landauer (Altus)
- Andreas Winkler (Tenor)
- Daniel Schmutzhard (Bariton)
- Paul Schweinester, Tenor
- Markus Forster, Altus
- Wolfgang Schwaiger, Bariton
- Wolfgang Resch, Bariton
- Matthias Hoffmann, Bassbariton
- Florian Spiess, Bass
- Michael Kranebitter, Bassbariton
- Philippe Spiegel, Bariton
- Cesare Colona, Bariton
- Camillo del Antonio, Tenor
- Philipp Meraner, Tenor
- David Kerber, Tenor
- Oliver Sailer, Bass
- Matteo Rasic, Tenor
- Samuel Strobl, Tenor
- Pascal Ladner, Countertenor
- Victor Dublyansky, Bariton
- Hanspeter Niedermair, Tenor

Auch Dirigenten, Gesangspädagogen, Musiklehrer, Kirchenmusiker und prominente Persönlichkeiten sind aus dem Chor hervorgegangen:
- Michael Mader (Dirigent)
- Stefan Costa, Jazzmusiker
- Marc Hess, Musicalproduzent und Sänger
- Benedikt Melichar, Kirchenmusiker
- Knapp Albert, Organist
- Oliver Felipe-Armas, Musikschulleiter
- Karlheinz Hanser, Gesangsprofessor
- Jan Golubkow, Musikpädagoge, Chorleiter
- Wolfram Pirchner, Moderator ORF
- Georg Willi, ehemaliger Bürgermeister der Stadt Innsbruck
- Eduard Giuliani, Kirchenmusiker
- Tobias Moretti, Schauspieler

## Diskographie
- ORF Tirol TV-Dokumentation „Der Zauber der Wiltener Sängerknaben – Von La Scala bis Shanghai“ von Mag. Rainer Perle
- Wundervolle Weihnachtszeit (CD und DVD), Chor und Solisten der Wiltener Sängerknaben (mcp)
- In die Berg bin i gern (mcp)
- „Babel“, Motetten Arvo Pärt, Wiltener Sängerknaben, Johannes Stecher (col legno)
- CD (und DVD) Weihnachtsoratorium J. S. Bach, Chor und Solisten der Wiltener Sängerknaben, Academia Jacobus Stainer, Johannes Stecher (Leitung), Daniel Schmutzhard     (Bariton), Paul Schweinester (Tenor), (Gramola)
- DVD Wiltener Sängerknaben / Academia Jacobus Stainer (Vivaldi Gloria, Bach Kantaten Christ lag und Weinen, Klagen, Sorgen, Zagen)
- Die Wiltener Sängerknaben in der Innsbrucker Hofkirche (Gramola)
- Laudate Dominum (Gramola)
- C. Orff: Carmina Burana (Gramola)
- J. Haydn: Die Schöpfung
- J. Haydn: Mariazeller Messe
- W. A. Mozart: Credo Messe
- Wenn Tiroler Buabm singen (Traditionelle Volkslieder aus Tirol und dem Alpenraum)
- Weihnachten mit den Wiltener Sängerknaben
- Lachen und Weinen
- Mit Michael Praetorius durchs Kirchenjahr
- Stille Nacht – Weihnachten mit den Wiltener Sängerknaben
- Joseph Haydn Nicolaimesse
- W. A. Mozart Krönungsmesse